# Чжан Мао
Чжан Мао (спрощ.: 张茂; кит. трад.: 張茂; піньїнь: Zhāng Maò; 277-324) — перший імператор Ранньої Лян періоду Шістнадцяти держав.

## Життєпис
Батько Чжан Мао — Чжан Ґуй — був цзіньським губернатором провінції Лянчжоу (територія центральної й західної частин сучасної провінції Ганьсу) та мав титул «Сіпінського удільного ґуна». Через те, що імперія була спустошена війнами, 303 року в південно-західних цзіньських землях утворилась держава Чен, а 304 року Лю Юань проголосив утворення в північно-західних цзіньських землях держави Хань.
308 року Чжан Ґуй переніс інсульт, втративши здатність розмовляти, тому Чжан Мао почав виконувати замість нього обов'язки правителя губернії. Цим спробували скористатись деякі аристократи, щоб усунути Чжан Ґуя від влади, втім Чжан Мао зміг переконати Наньянського володаря Сима Мо, що Чжан Ґуя слід залишити на посаді. Тим часом із Чанані до Лянчжоу повернувся старший син Чжан Ґуя — Чжан Ши — який розбив змовників і відновив владу Чжанів над провінцією.
314 року Чжан Ґуй помер, а Чжан Ши став новим губернатором. Тим часом послаблена імперія Цзінь втратила практично всі землі на північ від Хуанхе, і провінція Лянчжоу залишилась нічийною. 320 року дехто Лю Хун почав поширювати чутки, що боги бажають бачити його правителем Лянчжоу, й підмовив двох охоронців Чжан Ши вбити свого господаря. Чжан Мао заарештував і стратив Лю Хуна, втім оскільки Чжан Цзюню (сину Чжан Ши) було на той час лише 13 років, то підлеглі Чжан Ши зажадали, щоб Чжан Мао взяв на себе титул Сіпінського удільного ґуна й обов'язки губернатора Лянчжоу. Чжан Мао погодився, й оголосив на честь тієї події загальну амністію на підвладних йому землях. Оскільки такі дії може чинити лише незалежний правитель, то та подія вважається моментом фактичного набуття незалежності Ранньою Лян.
Однак спочатку сам Чжан Мао оголосив себе васалом Цзінь, керуючи територією як удільний ґун. Чжан Цзюнь був проголошений його офіційним спадкоємцем. 321 року він розпочав зведення грандіозної споруди — Лінцзюньської вежі, однак радники переконали його, що проєкт є надто витратним, і будівництво було припинено.
322 року, скориставшись тим, що сили держави Ранньої Чжао були зайняті війною з повсталим Чень Анем, який узяв під свій контроль землі на схід від Хуанхе, Чжан Мао відрядив генерала Хань Пу захопити округи Лунсі та Наньань, що розташовувались на захід від Хуанхе (приблизно — територія сучасного Дінсі, провінція Ганьсу). Однак наступного року Лю Яо розбив Чень Аня та продовжив рух на захід, загрожуючи перетнути Хуанхе. Чжан Мао погодився визнати сюзеренітет Ранньої Чжао, й отримав титул Лянського князя. Після цього Чжан Мао відновив зведення Лінцзюньської вежі, стверджуючи, що вона необхідна для посилення оборони столиці, міста Гуцзана.
Влітку 324 року Чжан Мао захворів. Перед смертю він заповідав Чжан Цзюню залишатись відданим імперії Цзінь. Він наказав, щоб його поховали не з почестями, що належать князю, оскільки княжий титул йому надав не чинний імператор.